# Alcahest
Alcahest (アルカエスト Arukaesuto?) är ett actionrollspel till SNES, utvecklat av HAL och utgivet av Square i Japan 1993. Spelet använder sig av lösenordssystem.

## Handling
Hjälten Alden skall rädda kungariket Panakeia från en elak kejsare.

### Fotnoter
1. ↑  ”Alcahest” (på engelska). Mobygames. 12 mars 1993. http://www.mobygames.com/game/snes/alcahest. Läst 22 maj 2014.